# Inaumont
Inaumont település Franciaországban, Ardennes megyében. Lakosainak száma 136 fő (2022. január 1.). Inaumont Arnicourt, Écly, Hauteville és Sery községekkel határos.

## Népesség
A település népességének változása:
| Lakosok száma | 80   | 60   | 67   | 68   | 88   | 94   | 99   | 104  | 115  | 136  |
|               | 1968 | 1982 | 1990 | 2006 | 2013 | 2015 | 2017 | 2019 | 2020 | 2022 |